# Enterprise Information Management
Der Begriff Enterprise Information Management (EIM) steht für „die Zusammenführung von strukturierten Daten, unstrukturierten Dokumenten und den dazugehörigen betriebswirtschaftlichen Anwendungen.“
EIM vermittelt den Ansatz einer ganzheitlichen strukturierten Verwaltung und Organisation von Informationen im Unternehmen. Es ist eine Fortführung oder Weiterentwicklung von Enterprise-Content-Management (ECM) mit den wesentlichen Ergänzungen der Kommunikation, Collaboration und Prozessorientierung. Die Unterschiede zwischen den Informationstypen, die bisher die Grundlage von Definitionen wie Content-Management, Records-Management, Dokumentenmanagement, Asset-Management usw. gebildet haben, werden aufgelöst, da alle Informationen unabhängig vom Typ verwaltet und erschlossen werden müssen.
Als Erweiterung von ECM und im Unterschied zum allgemeinen Informationsmanagement (IM), zielt EIM auf eine unternehmensweite Betrachtungsweise, auf die prozessualen Abläufe in sich verändernden Unternehmensbereichen und die nachhaltige, transparente und „Compliance“-gesicherte Kommunikation und Dokumentation der unternehmensweiten Verwaltung von Information.

## Entwicklung
„EIM Enterprise Information Management steht für die ganzheitliche Verwaltung aller Informationen im Unternehmen, unabhängig von Ort, Nutzer, Autor, erzeugendem System, Anwendung, Format, Endgerät, Zeit und ursprünglichem Nutzungsmodell. EIM vereint hierzu funktionale Ansätze von Enterprise-Content-Management, Business Process Management, Enterprise Search, Business Intelligence, Governance-Risk-Compliance Management Infrastructure, Data Warehousing und Information Lifecycle Management.“
„EIM - Enterprise Information Management ist ein Ansatz zur Transparenz ihrer Prozesse und Verträge, Beschleunigung der Standards unternehmensweit, Risikobewältigung und Einhaltung von Compliance. Es fängt in einer bewussten, nachhaltig gestalteten Kommunikation an und hat als Ziel abteilungsübergreifende und strukturierte Informationsprozesse. Unter dem Anspruch der sich dynamisch und flexibel ändernden Organisationsstrukturen in den Unternehmen ist eine klare und zeitgemäße Kommunikation notwendig. Die Grundlagen unternehmerischen Handelns wie Verträge, Kommunikation, Prozesse und Compliance-Excellence können mit dem Begriff EIM und seiner Umsetzung in den Unternehmensalltag geordnet und verbessert werden.“
„Enterprise Information Management (EIM) ist die Technologie und die Praxis zur Maximierung des Informationswerts bei gleichzeitiger Minimierung der Risiken. Während die meisten Unternehmen ihre strukturierten Informationen – die Art, die man in Datenbanken findet – im Griff haben, gibt es nur sehr wenige, die ihre unstrukturierten Informationen – Videos, Bilder, Dokumente, Folien usw. – voll nutzen. Die Menge, Vielfalt und Geschwindigkeit dieser Informationen machen sie immer schwerer verständlich und verwendbar, sogar dann, wenn sie unverzichtbar für jeden Aspekt eines Unternehmens (und den Alltag) werden. Wir können den Anbruch des Zeitalters der Informationsunternehmen beobachten. Und das bedeutet, dass eine gute Informationsstrategie zugleich eine gute Geschäftsstrategie ist...“

## Anspruch
EIM löst im Gegensatz zum Ansatz von Enterprise-Content-Management-Systemen (technischer Lösungsfokus) weniger technische denn organisatorische, kommunikative und informelle Aufgaben zu Optimierung von Prozessen und Informationsnutzung, sondern kann als Leitfaden und Zielorientierung für sämtliche Mitarbeiter in den Geschäftsprozessen verstanden werden.
Die Werkzeuge, Vorlagen und Prozessansätze von EIM leiten eine nachhaltige Verbesserung der Prozesse beginnend von der Bewertung, Beratung, Dokumentation und Beschreibung bis hin zur Umsetzung ein. Der IT obliegt dabei die Rolle des Begleiters, Systemintegrators und Ratgebers aber nicht des Entscheiders. Strukturierte Informationen sind abteilungsübergreifend nutzbar zu machen – Hierbei sind das Prozess-KnowHow und Ablaufpraktiken einer Organisation bzw. unternehmensweiter Regeln in alle zukunftsorientierten Handlungen und Verbesserungen mit einzubeziehen. Den Rahmen bilden die Anforderungen zur Einhaltung von „Compliance“-Vorgaben und die Risikominderung. Der EIM-Anspruch ist dabei nicht technisch getrieben, sondern leitet sich aus den Anforderungen der Geschäftstätigkeit, der Organisation der Geschäftsbereiche und den fachlichen Anforderungen ab.
Eine EIM-Systemunterstützung ist im Kern aus den unternehmerischen Erfolgskriterien abzuleiten. Beispiele sind Verträge, als Kernelement allen unternehmerischen Handelns, Innovation und Collaboration entlang der Wertschöpfungskette sowie Kommunikation und Compliance als Handlungsvorschrift im Umgang von Mitarbeitern, Partnern und Lieferanten. Diese Elemente sollten bei einem EIM-Lösungsansatz entlang des Lebenszyklus von Nachrichten, Dokumenten, Akten, Vorgängen, Prozessen und Compliance-relevanten Daten organisiert sein.
Im gängigen IT-Sprachgebrauch integriert der EIM-Ansatz so Lösungen wie:
- Vertragsmanagement
- Risikomanagement / Management-Risk-Controlling
- Compliance-Management
- Dokumentenmanagement (DMS)
- Elektronische Archivierung
- Aktenverwaltung / elektronische Akte
- Kontaktverwaltung
- Terminverwaltung
- Collaboration
- Vorgangsverwaltung
- Business Process Management / Workflow
- Management Cockpit
- Reporting / Business Intelligence

### Verbände
- VOI Verband Organisations- und Informationssysteme e. V., deutscher Fachverband zu EIM

### Förderung
- „Excellence with EIM“ DIALOG - Award Gütesiegel für nachhaltige Unternehmensprozesse mit strukturiertem und übergreifenden abteilungsweitem Ansatz, Verleihung jährlich auf dem Fachforum für EIM, Schirmherr ist der Fachverband VOI und Initiatoren-Pool aus Wissenschaft, Praxis und Beratung

### Kongresse / Fachforen / Messen
- „DiALOG-Fachforum für EIM“ jährlicher internationaler Fachkongress der Anwender, Nutzer und Experten, Plattform für Netzwerke, Trends und Informationen rund um Vertrags- und Informationsmanagement, GRC - Governance, Risk & Compliance Management, Wissens- und Organisationsmanagement in sich agil verändernden Unternehmensprozessen, BPM - Business Process Management, Treffpunkt für Anwender, Experten und Anbietern aus Wissenschaft und Praxis
- „Innovation Tour“